# Udelfanger zandsteen

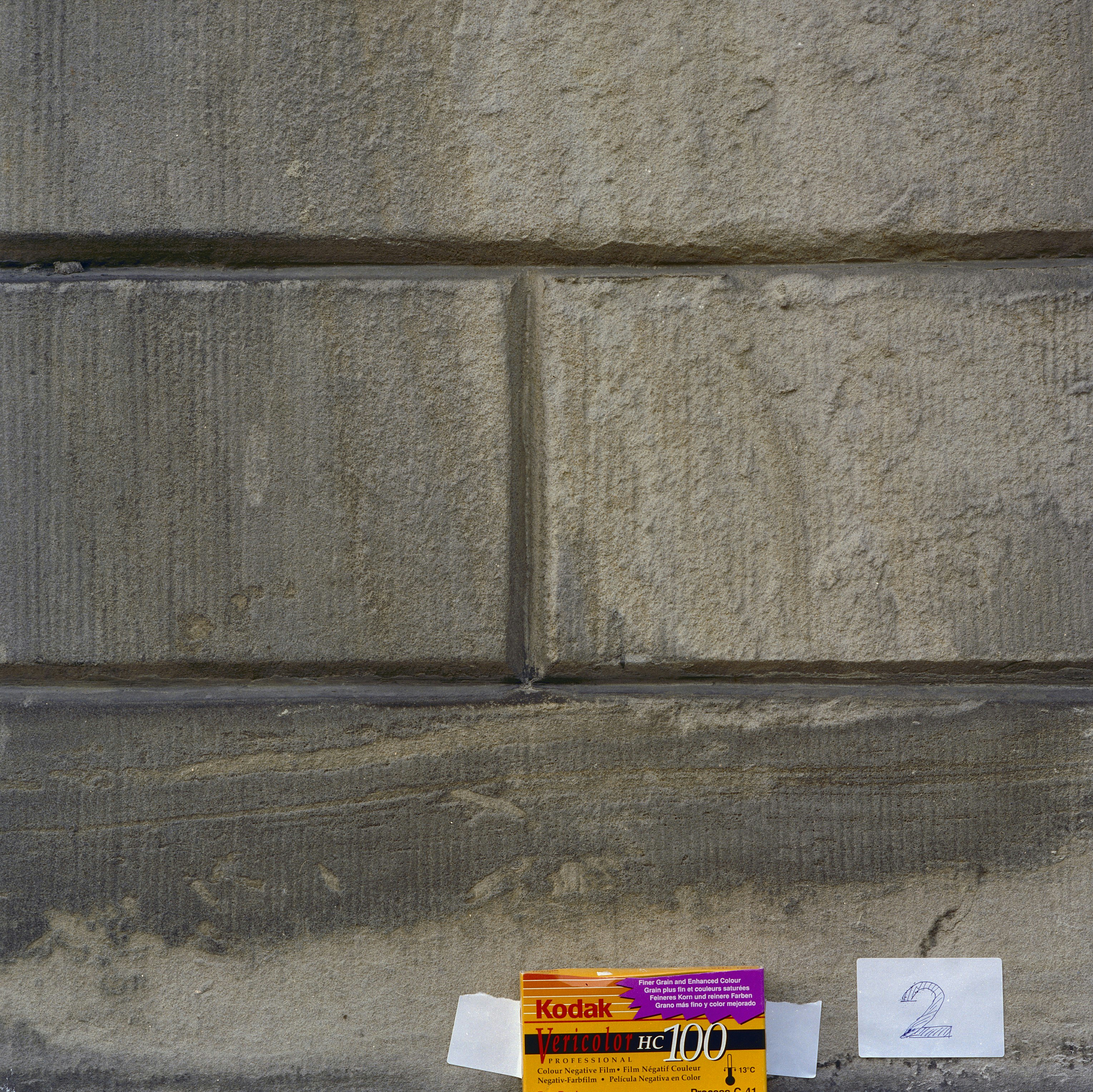
Udelfanger zandsteen aan de gevel van het Teylers Museum te Haarlem

Udelfanger zandsteen is een zandsteen die, naast het land van oorsprong en zelfs overzee, in Nederland tussen 1870 en 1900 veel toepassing vond. Het werd ten noordwesten van Trier gedolven, bij de plaats Udelfangen. Het is een fijnkorrelige groenige zandsteen met spikkels. Het is een sedimentair gesteente, een diepe laag in de Muschelkalk-groep.
Volgens Haslinghuis komen er veel leemhoudende gedeelten in voor, die snel door winderosie verweren.